# Пермская городская дума
Пермская городская Дума — постоянно действующий представительный орган местного самоуправления города Перми. Пермская городская Дума является коллегиальным выборным органом местного самоуправления, который представляет население города Перми и осуществляет нормотворческую деятельность (принимает решения по вопросам местного значения). Пермская городская Дума VI созыва (октябрь 2016 – 2021 гг.) состоит из 36 депутатов, избираемых на муниципальных выборах на основе всеобщего, равного и прямого избирательного права тайным голосованием по смешанной избирательной системе, при которой: 22 депутата избираются по мажоритарной избирательной системе относительного большинства по одномандатным избирательным округам, 14 депутатов избираются по единому избирательному округу пропорционально числу голосов, поданных за списки кандидатов в депутаты, выдвинутые избирательными объединениями. Срок полномочий Думы составляет 5 лет. Статус, порядок формирования и полномочия определяются Уставом города Перми. Основной формой работы Думы является заседание. Заседание Думы является правомочным, если на нем присутствует не менее половины от числа избранных депутатов Думы (кворум). Порядок деятельности Пермской городской Думы, ее органов, порядок организации контроля исполнения решений Думы определяется Регламентом Пермской городской Думы.

## История
Первое заседание Пермской городской Думы состоялось 07.04.1994 в соответствии с постановлением главы администрации города Перми от 29.03.1994 № 483 "О созыве первого заседания Пермской городской Думы". Пермская городская Дума I созыва (апрель 1994 – декабрь 1996 гг.) состояла из 14 депутатов, избранных на 2 года. 
Пермская городская Дума II созыва (декабрь 1997 – декабрь 2000 гг.) состояла из 24 депутатов, избранных на 4 года.
Пермская городская Дума III созыва (декабрь 2000 – март 2006 гг.) состояла из 24 депутатов, избранных на 5 лет. Почти половина депутатов второго созыва (11 из 24-х)  были переизбраны в Думу третьего созыва.
Пермская городская Дума IV созыва (март 2006 – март 2011 гг.) состояла из 36 депутатов, избранных на 5 лет. 
Пермская городская Дума V созыва (март 2011 – октябрь 2016 гг.) состояла из 36 депутатов, избранных на 5 лет. Это был последний созыв, в ходе которого при проведении выборов применялась исключительно мажоритарная избирательная система по одномандатным избирательным округам.

## Выборы
17 августа на выборах в городскую думу седьмого созыва отказали в регистрации 17 кандидатам от партии «Новые люди», одному от КПРФ и 15 самовыдвиженцам. Среди них: Дмитрий Шумков, Руслан Хамитов и Денис Скобелев.